# Wielenberg (Freienwill)
Wielenberg (dän. Hvilbjerg od. Vilbjerg, angeldän. Vilbjerre, ndt. Wielbarch) ist ein Ortsteil der Gemeinde  Freienwill im Kreis Schleswig-Flensburg in Schleswig-Holstein. 

## Geografie
Wielenberg liegt knapp einem Kilometer südlich der kreisfreien Stadt Flensburg auf einer Höhe von 47 m. Es liegt im Amt Hürup, zu dem auch die Dörfer Ausacker, Husby, Maasbüll, Großsolt und Tastrup gehören, sowie im Kirchspiel Kleinsolt (Lille Solt Sogn).

## Ortsname
Der Ortsname setzt sich zusammen aus adän. bjærg (mdän. bjerre, ndt. barch) für Hügel, Anhöhe und dän. hvile für verweilen, ruhen. Es könnte eine Anhöhe umschreiben, auf der die Hirten verweilen. Möglich wäre auch eine Deutung mit quelligen Grund zu dän. væld, das im Angeldänischen mit einem geschlossenen i gesprochen wurde. Überliefert sind auch die Formen Wormshuy und Wormshöy.